# Boletina kompantzevi
Boletina kompantzevi är en tvåvingeart som beskrevs av Zaitzev 1994. Boletina kompantzevi ingår i släktet Boletina och familjen svampmyggor. Inga underarter finns listade i Catalogue of Life.